# 早坂忠
早坂 忠（はやさか ただし、1931年9月25日 - 1995年7月10日）は、日本の経済学史・経済思想史学者。

## 人物
山形県山形市生まれ。東京大学教養学科卒業、大学院社会科学研究科理論経済学専攻博士課程単位取得退学（木村健康に師事）。1958年、東京大学教養学部助手。外国語部会英語科の講師、助教授を経て、1983年8月、教授。1990年3月、定年を待たずに退職し、4月より学習院大学経済学部教授、1992年5月、退職。1995年、叙正四位、叙勲三等授瑞宝章。
ケインズを中心に研究を行っていたが、東大では教養学部の英語科に所属しており、経済学ではなく英語の教授だった。

## 著書

### 単著
- ケインズ 文明の可能性を求めて 中公新書、1969

### 翻訳
- 需要理論 J.R.ヒックス 村上泰亮共訳 岩波書店、1958
- 自由論 J.S.ミル「世界の名著38　ベンサム／ミル」中央公論社、1967
- 経済学と限界革命 コリソン・ブラック 岡田純一と共訳 日本経済新聞社、1975
- ケインズ経済学の危機 J.R.ヒックス ダイヤモンド社、1977
- 平和の経済的帰結 「ケインズ全集2」東洋経済新報社、1977
- ケインズ 人・学問・活動 ミロ・ケインズ　佐伯彰一共訳 東洋経済新報社、1978
- 経済学の革命と進歩 T.W.ハチスン 春秋社、1987

### 編著
- 近代経済学再考 稲田献一・岡本哲治と共編 有斐閣選書、1974
- 戦後日本の経済学 人と学説にみる歩み 正村公宏共著 日本経済新聞社、1974
- 近代経済学と日本 美濃口武雄と共編 日本経済新聞社、1978
- 古典派経済学研究 1、3 編著 雄松堂出版、1984
- ケインズ主義の再検討 編著 多賀出版、1986
- 経済学史 編著 ミネルヴァ書房、1989
- ケインズとの出遭い ケインズ経済学導入史 編著 日本経済評論社、1993